# Sputnik V

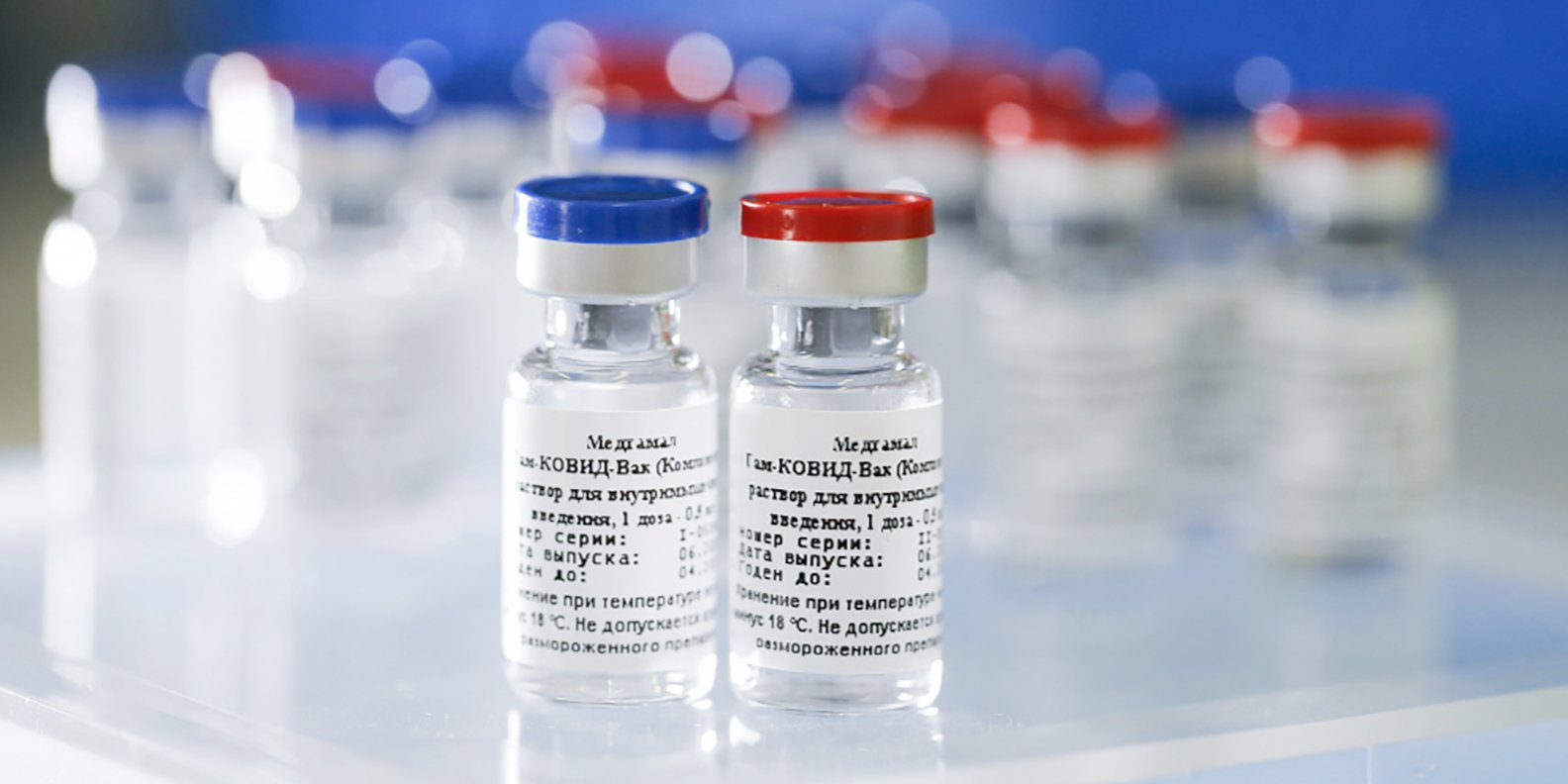
Durchstechflaschen für Prime-Impfung (Blau) und Boost-Impfung (Rot)

Sputnik V [deutsch: ˈʃpʊtnɪk faʊ, ˈspʊtnɪk faʊ] (kyrillisch: Спутник V; offizieller Name: Гам-КОВИД-Вак, Gam-COVID-Vac) ist ein in Russland entwickelter Vektor-Impfstoff gegen SARS-CoV-2 und die dadurch verursachte Erkrankung COVID-19 (COVID-19-Impfstoff). Der Wirkstoff wurde am Gamaleja-Institut für Epidemiologie und Mikrobiologie entwickelt und in Russland als weltweit erstem Land zugelassen. Der Impfstoff wird vom russischen Unternehmen Biocad produziert.
Bis Mitte April 2021 war der Impfstoff in 59 Ländern zugelassen. Am 4. März 2021 begann die europäische Arzneimittelagentur EMA ein Rolling-Review-Verfahren zur Beurteilung der Daten zum Impfstoff. Das wurde nach dem russischen Überfall auf die Ukraine ausgesetzt.
Eine am Anfang Februar 2021 in der Fachzeitschrift The Lancet veröffentlichte Studie bescheinigte Sputnik V eine Wirksamkeit von 91,6 Prozent nach zwei Dosen bzw. von 73,1 Prozent nach der ersten Dosis. Einige Forscher, die diese Studienergebnisse nicht überprüfen konnten, zweifelten sie an und kritisierten eine „nicht vorhandene Nachvollziehbarkeit“ der Studiendaten.
Sputnik wurde aus Mangel an Daten in der EU nicht zugelassen. Im September 2021 hat die WHO den Sputnik-V-Zulassungsprozess offiziell ausgesetzt, nachdem bei der Inspektion einer Produktionsstätte in Ufa Mängel festgestellt worden waren.

## Name
Der Impfstoff ist nach dem ersten Weltraumsatelliten Sputnik 1 benannt. Das V steht für Victory (Sieg).

## Eigenschaften

Schematische Darstellung: Die Vektorplattform bildet ein rekombinant hergestelltes Adenovirus je des Serotyps 5 und 26, dessen Genom (blau) jeweils so verändert wurde, dass es im Menschen nicht vermehrt wird. Darin ist ein synthetisch hergestelltes Gen für das SARS-CoV-2-Spike-Protein (rot) eingebracht.

Der Impfstoff basiert auf zwei rekombinanten Adenovirus-Typen, dem Adenovirus Typ 26 (rAd26) für die Prime-Impfung und dem Adenovirus Typ 5 (rAd5) für die Boost-Impfung. Beide Vektoren tragen das Gen für das Spike-Protein von SARS-CoV-2. Der Einsatz zweier verschiedener Adenovirustypen dient der Umgehung einer möglichen Vektorimmunität. Dies ergibt einen Wirksamkeitsvorteil gegenüber dem technologisch ähnlichen Impfstoff Vaxzevria, zuvor AZD1222, von AstraZeneca, der bei beiden Impfungen den gleichen Adenovirus-Typ nutzt. Ein weiterer Vorteil ist, dass Sputnik V zusätzlich in einer gefriergetrockneten Form existiert (Gam-COVID-Vac-Lyo, kyrillisch: Гам-КОВИД-Вак-Лио), die vakuumverpackt verschickt werden kann – vielleicht sogar bei Raumtemperatur.

## Notfallzulassung und Studien

### Anwendung außerhalb klinischer Studien
Der Impfstoff Gam-COVID-Vac wurde am 11. August 2020 in Russland staatlich „registriert“. Eine Phase-III-Studie, die der Ermittlung der Wirksamkeit und Sicherheit des Arzneimittels dient und die Voraussetzung für die Zulassung ist, hatte damals noch nicht begonnen. Die Pharmazeutische Zeitung schrieb unter Bezug auf das russische Arzneimittelregister, es sei eine Notfallzulassung, keine „reguläre“ Zulassung. Geplant war, im Oktober mit der Impfung der russischen Bevölkerung zu beginnen.
Das Deutsche Ärzteblatt berichtete im August 2020, dass nach Angaben russischer Behörden im August oder September zunächst einzelne Bevölkerungsgruppen, darunter Lehrer und Ärzte, geimpft werden sollten, parallel dazu sollte die dritte Testphase mit etwa 2000 Freiwilligen anlaufen. Eine groß angelegte Einführung sei ab dem 1. Januar 2021 vorgesehen. In den ersten zwei beendeten Phasen I und II impfte man zwei Gruppen von je 38 Probanden. Der deutsche Bundesärztekammerpräsident Klaus Reinhardt nannte die Zulassung in jenem früheren Stadium „ein hochriskantes Experiment“. Laut Reuters gaben 52 Prozent von 3040 russischen Ärzten und anderen Angehörigen von Gesundheitsberufen in Befragungen an, sich nicht impfen lassen zu wollen wegen nicht ausreichender Daten in Verbindung mit der schnellen Impfstoffzulassung.
Russland begann im September 2020 mit der Auslieferung erster Chargen. Obwohl die Phase-III-Studie noch nicht abgeschlossen war, hatten sich bis Mitte September 2020 Indien, Brasilien, Mexiko und Kasachstan für die Nutzung von Gam-COVID-Vac entschieden, während zugleich Zweifel an der Richtigkeit der Studienergebnisse laut wurden.
Am 2. Dezember 2020 waren, nach dem Bericht des russischen Gesundheitsministers Michail Muraschko vor den Vereinten Nationen, 100.000 Menschen bereits mit „Sputnik V“ geimpft worden. Freiwillige Massenimpfungen starteten in Moskau am 5./6. Dezember 2020, Russen können sich kostenlos impfen lassen. Gleichzeitig wurde zu diesem Zeitpunkt ein Preis pro Impfdosis festgelegt. Für den Export sollen die zwei Dosen einen Preis von 20 Dollar nicht übersteigen.
Am 2. Januar 2021 sagte der russische Gesundheitsminister Journalisten, mehr als 1,5 Millionen Dosen seien in die russischen Regionen geliefert worden und mehr als 800.000 Menschen (vor allem russische Bürger über 60 Jahre) seien geimpft worden.
Der russische Staatsfonds RDIF behauptete im Januar 2021, am 20. Januar 2021 einen Antrag auf Zulassung bei der Europäischen Arzneimittel-Agentur (EMA) für den europäischen Raum eingereicht zu haben. Die EMA dementierte das am 10. Februar 2021. Am 4. März 2021 startete die EMA ein Rolling-Review-Verfahren für Sputnik V. Den Zulassungsantrag betreibt das deutsche Pharmaunternehmen R-Pharm Germany. Für eine Zulassungsentscheidung fehlten Anfang April notwendige Daten.
Am 20. Januar 2021 hatte Ungarn als erstes Land der Europäischen Union dem Impfstoff bereits eine Notfallzulassung erteilt und 2 Millionen Dosen bestellt.
Die von der österreichischen Bundesregierung erwogene Bestellung von Sputnik V wurde nicht umgesetzt.

### Klinische Studien

#### Phase-I/II-Studie
Am 1. August 2020 gab der russische Gesundheitsminister Michail Muraschko den Abschluss von klinischen Prüfungen des vom Gamaleja-Institut für Epidemiologie und Mikrobiologie in Moskau entwickelten COVID-19-Impfstoffs bekannt. Im September 2020 wurden Ablauf und Ergebnisse der Phase-I/II-Studien im britischen medizinischen Fachmagazin The Lancet veröffentlicht. Beide Formulierungen des Impfstoffs erzeugten bei allen Geimpften eine starke Immunantwort, wobei die Immunantwort auf die gefrorene Form des Impfstoffs etwas stärker war – zellulär und humoral – als die Immunantwort auf den Impfstoff in gefriergetrockneter Form. Jedoch ist die gefriergetrocknete Form stabiler und kann bei 2 bis 8 °C gelagert und transportiert werden. Kein Teilnehmer zeigte schwere Nebenwirkungen. Eine Phase-III-Studie mit geplanten 40.000 Teilnehmern wurde am 26. August 2020 genehmigt und Anfang September begonnen.

#### Phase-III-Studie
Am 24. November 2020 meldeten russische Wissenschaftler positive Ergebnisse in einer Zwischenanalyse zur Wirksamkeit des Corona-Impfstoffs in Phase III der laufenden klinischen Studie. In deren Rahmen wurden bis zu diesem Zeitpunkt mehr als 18.000 Probanden mit jeweils zwei Dosen des Impfstoffs im Abstand von drei Wochen geimpft. Der Impfstoff zeigte dabei laut Pressemitteilung des Moskauer Gamaleja-Instituts für Epidemiologie und Mikrobiologie und des staatlichen Russian Direct Investment Funds eine 91,4-prozentige Wirksamkeit vier Wochen nach der ersten Dosis.
Eine am 2. Februar 2021 im Lancet veröffentlichte Zwischenauswertung einer randomisierten, Placebo-kontrollierten Studie mit knapp 22.000 russischen Freiwilligen zeigte ein gutes Sicherheitsprofil und eine vermittelte Immunität von 91,6 % (95 % CI 85,6–95,2) der Gam-COVID-Vac-Impfstoffe gegen COVID-19.
In der Placebo-Gruppe erkrankten 1,3 Prozent, in der Verum-Gruppe 0,1 Prozent der Teilnehmer. Zwei britische Forscher stützten die publizierten Daten. Einige Experten haben Zweifel an der Zahl zur Wirksamkeit verlauten lassen.

## Kritik
Im September 2020 äußerte eine Gruppe, bestehend aus knapp 40 Wissenschaftlern aus verschiedenen Ländern, Zweifel an der Richtigkeit eines in The Lancet veröffentlichten Studienergebnisses aus der Phase I/II zu Sputnik V. Die Gruppe richtete eine Note of Concern an die Autoren der Studie und an den Herausgeber von The Lancet.
Auch nach der am 2. Februar 2021 in The Lancet veröffentlichten Phase-III-Wirksamkeitsstudie zu Sputnik V bemängelten Wissenschaftler die mangelnde Nachvollziehbarkeit der Daten. Da nicht alle Primärdaten, auf die sich jene Phase-III-Studie zu Sputnik V berufe, zugänglich seien, könnten sie (Stand 8. März 2021) den Wirksamkeitsgrad des Sputnik-V-Impfstoffes nicht hinreichend prüfen. Auch ein russischer Epidemiologe, Vizepräsident einer Gesellschaft für transparente Forschung, äußerte Zweifel und kritisierte die mangelnde Transparenz.
Die in die Slowakei Anfang März 2021 gelieferten 200.000 Dosen wurden von der nationalen Arzneimittelagentur anfangs nicht freigegeben, da sich der gelieferte Impfstoff von dem Impfstoff unterscheide, über dessen Wirksamkeit im Februar 2021 in The Lancet berichtet wurde. Es fehlten Daten des Herstellers. Die Zulassungsbehörde empfahl, eine Genehmigung der Europäischen Arzneimittelagentur abzuwarten.
Etwas mehr als 18.500 Menschen wurden in der Slowakei mit Sputnik V geimpft.
Die Slowakei beendete die Impfung mit Sputnik V und verkaufte 160.000 ungenutzte Impfstoffdosen zurück an Russland.
Die brasilianische Arzneimittelbehörde ANVISA lehnte Ende April 2021 den Import und die Verwendung des Sputnik-V-Impfstoffes ab. Die eingereichten Unterlagen hätten Mängel und Lücken aufgewiesen. In untersuchten Impfstoffproben seien vermehrungsfähige Adenoviren gefunden worden. Normalerweise jedoch sollte eine Deaktivierung des Gens, das für die Replikation der Vektorviren erforderlich ist, eine Vervielfältigung im Körper des Impflings verhindern. Das Risiko potentieller Auswirkungen sei nicht bekannt. Es seien keine Daten vorgelegt worden, die die Sicherheit belegten. Die Entscheidung der Behörde, den Antrag auf den Import von Sputnik V abzulehnen, basiere auf dem Vorsorgeprinzip, erklärte der Generaldirektor für Medikamente bei Anvisa, Gustavo Mendes, gegenüber dem Nachrichtensender CNN. Seit 4. Juni 2021 gilt für 6 Bundesstaaten eine Notfallzulassung mit einigen Auflagen.

## Zulassung

Weltweite Verwendung des Sputnik V-Impfstoffs
Zugelassen und/oder bestellt
Interessierte Länder
Bewerber und Produzent bzw. künftiges Herstellungsland
Produzent und Ursprung des Impfstoffs (Russland)

Wegen fehlender Daten ist der Impfstoff durch die europäische Arzneimittel-Agentur nicht zugelassen.
Das Zulassungsverfahren wurde zwar nicht offiziell beendet, ist im März 2022 jedoch eingeschlafen:
Die im Zuge des Einfalls russischer Truppen in die Ukraine am 24. Februar 2022 vorgenommenen Änderungen etwa hinsichtlich des Reise‑ und Zahlungsverkehrs behindern weitere Bemühungen, während beide Seiten keine neuen Versuche, das Verfahren voranzubringen, unternehmen.
Mangels Zulassung erreicht man in Deutschland durch eine Impfung mit Sputnik V nicht die Einstufung als Geimpfter.
| Staat                          | Zulassung     | Quelle        |
| ------------------------------ | ------------- | ------------- |
| Russland                       | 11. Aug. 2020 | [ 15 ]        |
| Belarus                        | 21. Dez. 2020 | [ 60 ]        |
| Argentinien                    | 23. Dez. 2020 | [ 61 ] [ 62 ] |
| Serbien                        | 23. Dez. 2020 | [ 63 ]        |
| Bolivien                       | 5. Jan. 2021  | [ 64 ] [ 65 ] |
| Algerien                       | 10. Jan. 2021 | [ 66 ]        |
| Palästina                      | 11. Jan. 2021 | [ 67 ]        |
| Venezuela                      | Jan. 2021     | [ 68 ]        |
| Paraguay                       | 15. Jan. 2021 | [ 69 ]        |
| Turkmenistan                   | 18. Jan. 2021 | [ 70 ]        |
| Ungarn                         | 21. Jan. 2021 | [ 33 ] [ 32 ] |
| Vereinigte Arabische Emirate   | 21. Jan. 2021 | [ 71 ]        |
| Iran                           | 26. Jan. 2021 | [ 72 ]        |
| Guinea                         | 29. Jan. 2021 | [ 73 ]        |
| Tunesien                       | 30. Jan. 2021 | [ 74 ]        |
| Uruguay                        | Jan. 2021     | [ 65 ]        |
| Armenien                       | 1. Feb. 2021  | [ 75 ]        |
| Mexiko                         | 3. Feb. 2021  | [ 76 ]        |
| Nicaragua                      | 3. Feb. 2021  | [ 77 ]        |
| Libanon                        | 5. Feb. 2021  | [ 78 ]        |
| Republika Srpska               | 5. Feb. 2021  | [ 79 ]        |
| Myanmar                        | 6. Feb. 2021  | [ 80 ]        |
| Pakistan                       | 9. Feb. 2021  | [ 81 ]        |
| Mongolei                       | 9. Feb. 2021  | [ 82 ]        |
| Bahrain                        | 10. Feb. 2021 | [ 83 ]        |
| Montenegro                     | 12. Feb. 2021 | [ 84 ]        |
| St. Vincent und die Grenadinen | 12. Feb. 2021 | [ 84 ]        |
| Kasachstan                     | 13. Feb. 2021 | [ 85 ]        |
| Gabun                          | 17. Feb. 2021 | [ 86 ]        |
| Usbekistan                     | 17. Feb. 2021 | [ 87 ]        |
| San Marino                     | 19. Feb. 2021 | [ 88 ]        |
| Ghana                          | 20. Feb. 2021 | [ 89 ]        |
| Syrien                         | 22. Feb. 2021 | [ 90 ]        |
| Guyana                         | 23. Feb. 2021 | [ 91 ]        |
| Honduras                       | 24. Feb. 2021 | [ 92 ]        |
| Ägypten                        | 24. Feb. 2021 | [ 93 ]        |
| Guatemala                      | 25. Feb. 2021 | [ 94 ]        |
| Vietnam                        | 26. Feb. 2021 | [ 95 ]        |
| Moldau                         | 26. Feb. 2021 | [ 96 ]        |
| Angola                         | 3. März 2021  | [ 97 ]        |
| Republik Kongo                 | 3. März 2021  | [ 97 ]        |
| Dschibuti                      | 3. März 2021  | [ 97 ]        |
| Sri Lanka                      | 4. März 2021  | [ 98 ]        |
| Laos                           | 4. März 2021  | [ 99 ]        |
| Irak                           | 4. März 2021  | [ 100 ]       |
| Nordmazedonien                 | 7. März 2021  | [ 101 ]       |
| Kenia                          | 10. März 2021 | [ 102 ]       |
| Marokko                        | 10. März 2021 | [ 103 ]       |
| Jordanien                      | 10. März 2021 | [ 104 ]       |
| Namibia                        | 11. März 2021 | [ 105 ]       |
| Aserbaidschan                  | 12. März 2021 | [ 106 ]       |
| Philippinen                    | 19. März 2021 | [ 107 ]       |
| Kamerun                        | 19. März 2021 | [ 108 ]       |
| Seychellen                     | 19. März 2021 | [ 109 ]       |
| Mauritius                      | 22. März 2021 | [ 110 ]       |
| Antigua und Barbuda            | 26. März 2021 | [ 111 ]       |
| Mali                           | 30. März 2021 | [ 112 ]       |
| Panama                         | 1. Apr. 2021  | [ 113 ]       |
| Libyen                         | 4. Apr. 2021  | [ 114 ]       |
| Indien                         | 12. Apr. 2021 | [ 115 ]       |
| Nepal                          | 20. Apr. 2021 | [ 116 ]       |
| Bangladesch                    | 27. Apr. 2021 | [ 117 ]       |
| Türkei                         | 30. Apr. 2021 | [ 118 ]       |
| Albanien                       | 30. Apr. 2021 | [ 119 ]       |
| Malediven                      | 13. Mai 2021  | [ 120 ]       |
| Ecuador                        | 15. Mai 2021  | [ 121 ]       |
| Brasilien                      | 5. Juni 2021  | [ 122 ]       |
| Nigeria                        | 15. Juli 2021 | [ 123 ]       |
| Chile                          | 21. Juli 2021 | [ 124 ]       |
| Indonesien                     | 25. Aug. 2021 | [ 125 ]       |
| Kambodscha                     | 31. Okt. 2021 | [ 126 ]       |

## Sputnik Light
Am 6. Mai 2021 wurde in Russland Sputnik Light (Спутник Лайт) als neuer Impfstoff vorläufig zugelassen. Es handelt sich um eine Einzeldosisvariante (One-Shot) des Zweikomponentenimpfstoffs Sputnik V, bestehend aus dessen Komponente für die erste Impfung, welche auf dem Adenovirus-Typ-26-Vektor basiert. Die Wirksamkeit wird mit 79,4 Prozent angegeben. Die Dauer des Schutzes sei kürzer als bei der Doppelimpfung, allerdings trete die Wirkung schneller ein. Der Impfstoff kostet weniger als 10 US-Dollar und kann bei normaler Kühlschranktemperatur von 2 bis 8 °C gelagert werden. Wie der RDIF angibt, sei Sputnik Light für den Export vorgesehen, um bei akuten Ausbrüchen große Gruppen in kürzerer Zeit immunisieren zu können. In Russland solle weiterhin mit dem Zwei-Dosen-Impfstoff Sputnik V immunisiert werden.
| Staat                          | Zulassung     | Quelle  |
| ------------------------------ | ------------- | ------- |
| Russland                       | 6. Mai 2021   | [ 129 ] |
| Bahrain                        | 11. Mai 2021  | [ 130 ] |
| Angola                         | 12. Mai 2021  | [ 131 ] |
| Venezuela                      | 15. Mai 2021  | [ 132 ] |
| Nicaragua                      | 20. Mai 2021  | [ 133 ] |
| Palästina                      | 31. Mai 2021  | [ 134 ] |
| Mauritius                      | 2. Juni 2021  | [ 135 ] |
| Belarus                        | 3. Juni 2021  | [ 136 ] |
| Republik Kongo                 | 7. Juni 2021  | [ 137 ] |
| Mongolei                       | 11. Juni 2021 | [ 138 ] |
| Kirgisistan                    | 25. Juni 2021 | [ 139 ] |
| Kasachstan                     | 15. Juli 2021 | [ 140 ] |
| Philippinen                    | 23. Aug. 2021 | [ 141 ] |
| Armenien                       | 6. Sep. 2021  | [ 142 ] |
| Iran                           | 15. Sep. 2021 | [ 143 ] |
| Ägypten                        | 24. Sep. 2021 | [ 144 ] |
| Vereinigte Arabische Emirate   | 6. Okt. 2021  | [ 145 ] |
| Kambodscha                     | 31. Okt. 2021 | [ 146 ] |
| San Marino                     | 23. Nov. 2021 | [ 147 ] |
| Laos                           | 23. Nov. 2021 | [ 148 ] |
| Argentinien                    | 6. Dez. 2021  | [ 149 ] |
| St. Vincent und die Grenadinen | 14. Dez. 2021 | [ 150 ] |
| Turkmenistan                   | 23. Dez. 2021 | [ 151 ] |
| Tunesien                       | 29. Dez. 2021 | [ 152 ] |
| Benin                          | 14. Jan. 2022 | [ 153 ] |
| Indien                         | 6. Feb. 2022  | [ 154 ] |

## Sputnik M
Sputnik M (auch GamCovidVac M) ist eine Variante des Sputnik-Impfstoffs zur Anwendung bei Menschen zwischen 12 und 17 Jahren. Er wird in zwei Dosen im Abstand von 21 Tagen verabreicht.
| Staat      | Zulassung     | Quelle  |
| ---------- | ------------- | ------- |
| Russland   | 24. Nov. 2021 | [ 156 ] |
| Kasachstan | 22. Feb. 2022 | [ 157 ] |